# Diplogasterida
Los diplogastéridos (Diplogasterida) son un orden de nematodos de la subclase Diplogasteria.

## Taxonomía
Los diplogastéridos incluyen cuatro familias.
- Familia Cylindrocorporidae
- Familia Diplogasteridae
- Familia Diplogasteroididae
- Familia Odontopharyngidae